# Moctezumita
La moctezumita es un mineral uranilo-telurito, por tanto en la clase de los minerales óxidos. Fue descubierta en 1965 en una mina en el municipio de Moctezuma, en el estado de Sonora (México), siendo nombrada así por el municipio donde se descubrió. Un sinónimo es su nombre clave: IMA1965-004.

## Características químicas
Químicamente es un telurito con anión adicional de uranilo, anhidro y del metal de plomo. Esta estructuralmente relacionado con el mienral schmitterita ((UO2)Te4+O3).

## Formación y yacimientos
Se forma como mineral secundario en los yacimientos de minerales del telurio. Aparece en la zona de oxidación de los yacimientos de alteración hidrotermal del oro-telurio.
Suele encontrarse asociado a otros minerales como: schmitterita, burckhardtita, zemannita, emmonsita, pirita, barita o limonita.

## Usos
Puede ser extraído como mena del uranio. Por su fuerte radiactividad, debe ser tratado con las debidas precauciones y almacenar en zonas inhabitadas.